# Hans Burger (Forstwissenschaftler)

Hans Burger (1954)

Hans Burger (* 11. Februar 1889 in Bremgarten AG; † 31. Oktober 1973 in Köniz) war ein Schweizer Forstwissenschaftler.

## Leben
Burger wurde als Sohn des Landwirts Christian und Verena Burger-Müller geboren. Ab 1908 studierte er Forstwirtschaft am Eidgenössischen Polytechnikum Zürich und erlangte 1911 das Diplom, 1921 das Doktorat. 1948 wurde er als Dr. h. c. der Universität München ausgezeichnet.
Von 1934 bis 1955 war Burger als Direktor der Eidgenössischen Anstalt für das forstliche Versuchswesen tätig. Zwischen 1935 und 1954 dozierte er an der ETH Zürich für Natur- und Heimatschutz, forstliches Versuchswesen, Holzkunde und Holzverwendung, seit 1943 als Titularprofessor. Von 1948 bis 1952 war er Präsident des Internationalen Verband Forstlicher Forschungsanstalten.
Burger wurde 1943 Ehrenmitglied des Schweizerischen Forstvereins, 1949 der Forstwissenschaftlichen Gesellschaft Finnlands, 1953 der Iufro und 1958 der Accademia Italiana di Scienze Forestali.
1917 heiratete er Ella Wälty.

## Archive
- Nachlass in der Bibliothek der ETH Zürich